# Хюбхен, Хенри
Хенри Хюбхен (нем. Henry Hübchen; род. 20 февраля 1947[…], Шарлоттенбург)   — немецкий актёр, лауреат Deutscher Filmpreis и двукратный номинант на European Film Awards.
Хенри Хюбхен родился в семье дизайнера и бухгалтера в районе Шарлоттенбург в Западном Берлине.  В 1949 году семья переехала в Восточный Берлин.
Как писал от нём Дэвид Денби после роли в Знакомство с Цукерами: «Ветеран немецкого театра и кино Хенри Хюбхен придаёт этому негодяю средних лет белловианский вкус. У Хюбхена глаза нежного быка и маниакальная энергия подростка»". The New York Times сообщила, что этот персонаж, Джеки Цукер, «напоминает немецкого еврея Родни Данджерфилда в его ликующем хамстве».
У него две дочери, Тереза и Франциска, от жены Санны Хюбхен.